# Jan Žižka (politik)
Jan Žižka (* 4. srpna 1944) je český politik, v 90. letech 20. století a počátkem 21. století poslanec Poslanecké sněmovny za ČSSD, pak předseda Správy státních hmotných rezerv.

## Biografie
V roce 1995 se uvádí jako ředitel hasičského záchranného sboru v Kladně.
Ve volbách v roce 1996 byl zvolen do poslanecké sněmovny za ČSSD (volební obvod Středočeský kraj). Mandát obhájil ve volbách v roce 1998 a ve sněmovně setrval do voleb v roce 2002. Byl členem sněmovního výboru pro obranu a bezpečnost (v letech 1998–2002 jeho místopředseda).
Později působil jako předseda Správy státních hmotných rezerv. Z funkce byl odvolán v září 2006 poté, co Nejvyšší kontrolní úřad oznámil, že úřad plýtvá penězi kvůli špatně nastaveným smlouvám. Žižka se hájil tím, že nemohl smlouvy nijak ovlivnit. Reportéři ČT předtím informovali, že v minulosti si Žižka nechal opravit chatu, dům i hasičskou stanici od jedné firmy, což podle ČT mohlo působit jako střet zájmů. Kromě toho média poukázala na fakt, že Žižka ve funkci předsedy Správy státních hmotných rezerv má jen středoškolské vzdělání.
V komunálních volbách roku 2006 neúspěšně kandidoval do zastupitelstva města Kladno za ČSSD. Roku 2009 přešel do Strany Práv Občanů ZEMANOVCI a působil jako její krajský předseda ve středních Čechách. V sněmovních volbách v roce 2010 za SPOZ neúspěšně kandidoval do parlamentu.